# Salzschlacke
Aluminium-Salzschlacken entstehen als Reststoff beim Einschmelzen von Aluminium-Schrotten und -Krätzen, was überwiegend in Drehtrommelöfen von sogenannten Refinern stattfindet. Bei diesem Vorgang wird Schmelzsalz, eine Mischung aus z. B. 70 % NaCl, 28 % KCl und 2 % CaF2, zugegeben. Dieses Salz schwimmt auf der Metallschmelze, verhindert die Oxidation und nimmt zusätzlich die Verunreinigungen der Schrotte auf. Aluminiummetall und Salzdecke werden dann nacheinander aus dem Drehtrommelofen abgelassen.
Das zuletzt „abgestochene“ Salzgemisch enthält Reste von Aluminium-Metall und verschiedenste Metalloxide, in erster Linie Aluminiumoxid. Dieses Gemisch erstarrt in Kübeln und bildet dabei die sogenannte Aluminium-Salzschlacke.
Bezüglich Verfahren zur Aufbereitung (Recyclierung) von Aluminium-Salzschlacken, die eine Wiederverwendung des enthaltenen Aluminium-Anteils, als auch eine Wiedernutzung des Schmelzsalzes, z. B. als RESAL, und eine Verwendung der Reststoffe, z. B. SEROX als Ersatz für Bauxit, ermöglichen, können hier die Unternehmen K+S und Befesa genannt werden (jedoch werden keine Angaben zu Recycling-Verfahren auf referenzierten Seiten gemacht).